# 雄呂血
『雄呂血』（おろち）は、1925年（大正14年）製作・公開、二川文太郎監督による日本のサイレント映画、剣戟映画である。阪東妻三郎プロダクション設立第1作であり、日本に「剣戟ブーム」を起こした記念碑的作品である。

## ストーリー

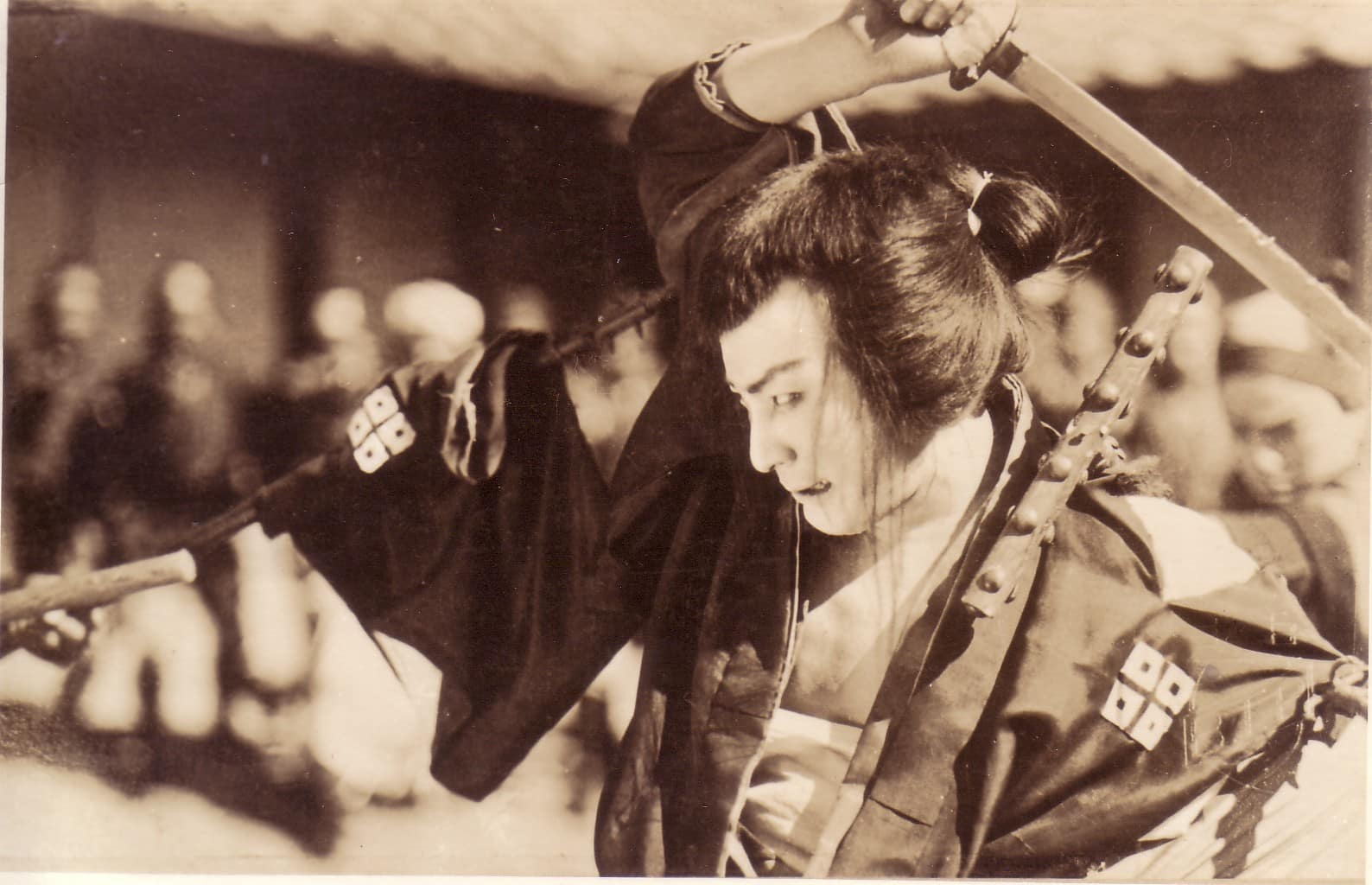
雄呂血のシーン

「世人…無頼漢（ならずもの）を称する者、必ずしも真の無頼漢のみに非らず。善良高潔なる人格者と称せらるる者必ずしも真の善人のみに非らず。表面善事の仮面を破り、裏面に奸悪を行う大偽善者。亦、我等の世界に数多く生息する事を知れ…」
時は享保の頃、ある小さな城下町。
漢学者松澄永山の娘・奈美江と、その弟子で正義感の強い若侍・久利富平三郎はひそかに愛し合っていた。平三郎は師の誕生祝いの夜、同門の家老の息子の浪岡の無礼を怒り、腕力沙汰に及んだことから破門を命じられる。また奈美江を中傷誹謗していた家中の若侍を懲らしめたことが逆に永山の誤解を招き、師からも破門され、石もて追われるように故郷を捨て、旅に出る平三郎。
平三郎は自分が正しいと信じてやったことが事毎に周りから曲解され、そのこころは次第に荒んでいき、無頼の浪人となり下がり、虚無の深淵に沈んでいく。
たまたまある町の料亭で働く千代を知り、女の情を求めて牢を破って訪ねたもののすでに千代は人の妻となっていた。捕吏に追われた平三郎は侠客・次郎三のもとへ飛び込むが、この侠客が喰わせ者。病に難渋する旅の夫婦を助けたは良いがその妻に言い寄り手篭めにしようとする。しかもその妻女こそ、かつての恩師の娘、初恋の人の奈美江であった。
平三郎の白刃一閃、見事次郎三を斬り捨てるがもはや脱出かなわず、十重二十重の重囲のなかに堕ち、乱闘又乱闘の大立ち回りの末、ついに力尽き捕えられ、群衆の悪罵を浴び引かれていく。その中に涙に濡れ、平三郎を伏し拝む奈美江夫婦の姿があったことを、群衆の誰一人知る者はいなかった。

## 概略

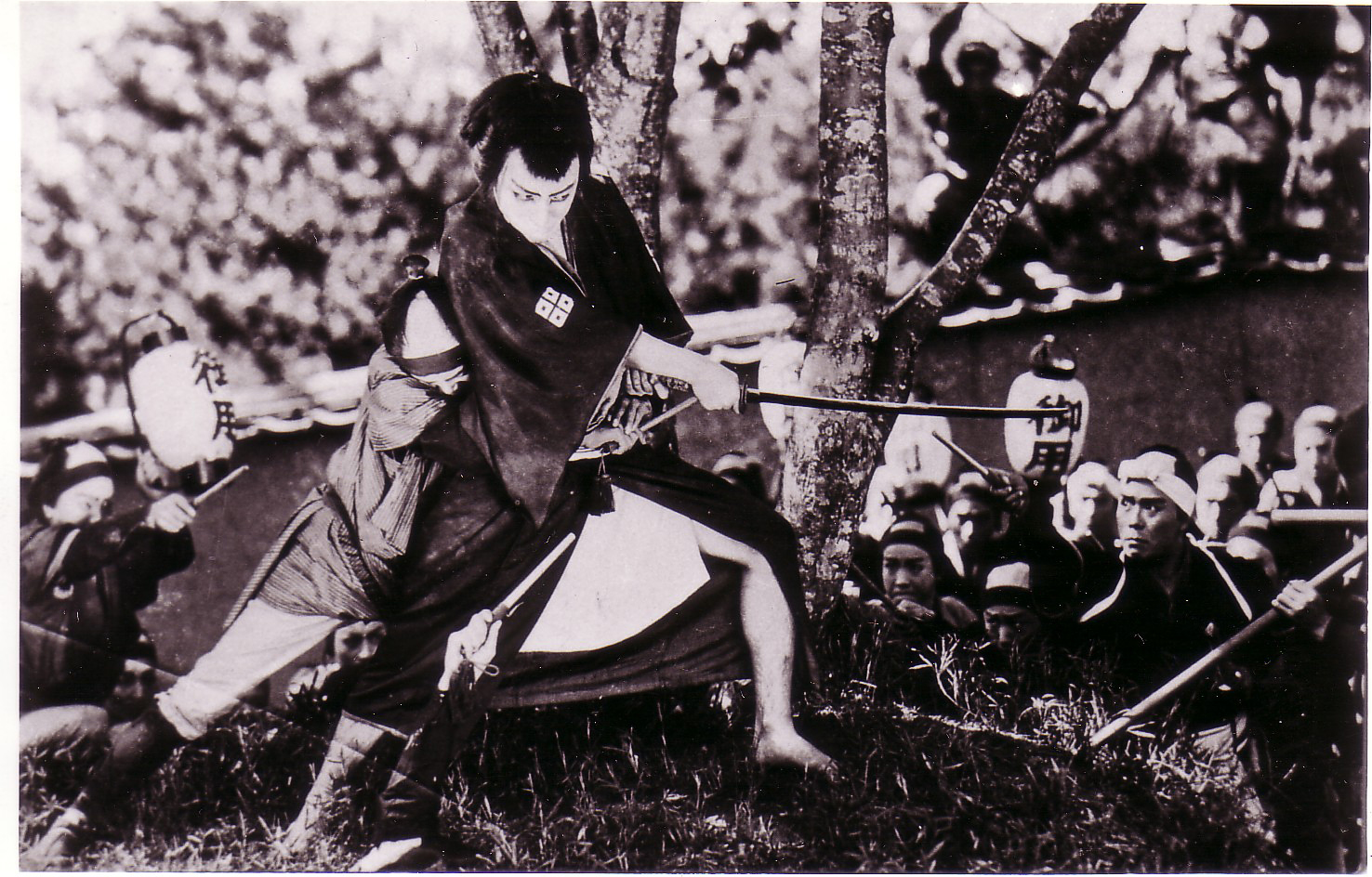
クライマックスシーン。

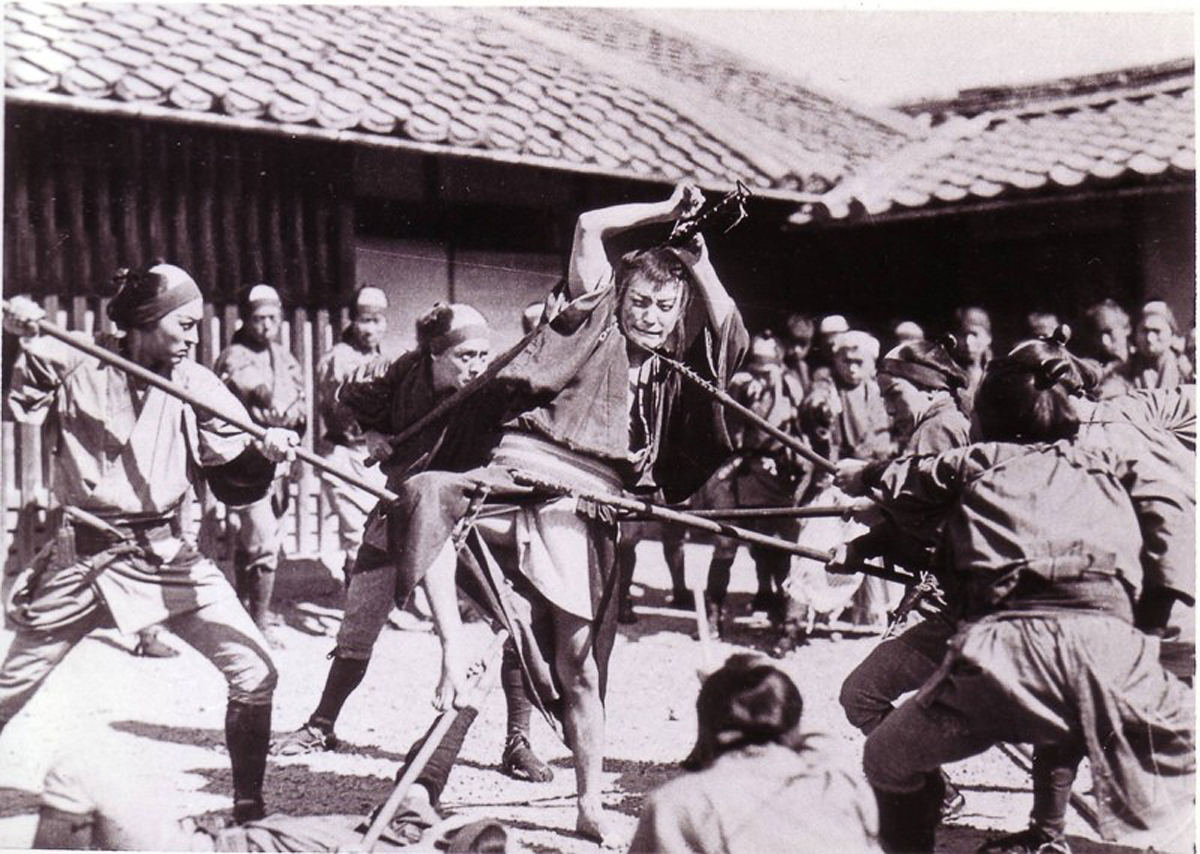
町のセットでの大立ち回り。

1925年（大正14年）6月、23歳の若きスター、剣戟俳優の阪東妻三郎が東亜キネマから独立し、「阪東妻三郎プロダクション」を設立、記念すべき第1作として製作されたのが本作、『雄呂血』である。
同時期に東亜キネマから独立した牧野省三が総指揮を執り、鬼才と呼ばれた寿々喜多呂九平がオリジナル脚本を書き、『快傑鷹』（1924年）の二川文太郎が監督した。寿々喜多も二川も、マキノ映画時代からバンツマ映画を支えてきたバンツマの盟友だった。
初め『無頼漢』というタイトルであったが、検閲からのクレームがつき、おびただしいシーンのカットの末、『雄呂血』に改称された。ロケは奈良市の東大寺と氷室神社で行われた。
本作は、マキノ・プロダクションが配給し、マキノ東京派の高松豊次郎が経営する浅草の映画館・大東京をフラッグシップに、同年11月20日、全国公開された。ただし、公開順は東京の吾嬬撮影所で撮影した第2作『異人娘と武士』のほうが先であった。
阪東妻三郎は独立第一作ということもあって、本作のフィルムプリントを桐箱に納めて手元に保管していた。妻三郎の没後、神戸市の興行師が所有していたプリントを10数年の説得を経て、興行師の死去に伴い弁士の松田春翠が譲り受けて1965年7月7日に共立講堂で再公開された。再公開時には萬屋錦之介などの戦後のスターの姿も見えていたという。戦前期の剣劇映画の大半が紛失した中で、また大手映画会社ではなく個人のスタープロダクション製作による作品としてはオリジナルネガが全編残されており、その意味でも貴重な作品であるとされるが、2021年から4K修復作業にあたった時代劇専門チャンネルやIMAGICAエンタテインメントメディアサービスのスタッフの話によれば、オリジナルネガフィルム自体は全巻残されていたものの、そのうち状態の悪い部分は本体から切り離され、その部分のフィルムは固着して修復が不可能であり、クライマックスシーンを含む約3割だけが健在という状態であった。4K修復作業に際しては、全体のうち残る約7割のほとんどは35ミリのポジフィルムから、ポジフィルムには入っていなかった約4分間のシークェンスは『噫 活弁大写真』（1976年）に当該部分が収録されており、オリジナルネガフィルム、ポジフィルム、『噫 活弁大写真』からのフィルムの3つを構成して4K修復作業が行われた。なお、作業の過程で欠落部分の補填やコマ送り速度の見直しを行った結果、上映時間が従来の75分から101分に伸びることとなった。
著作権の保護期間が満了し、現在パブリックドメインにある作品である。

## エピソード
ロサンゼルスの日本映画専門館で本作が上映されたときには、ジョセフ・フォン・スタンバーグは毎日のように通い、何百人が斬られるかを数えたという。
本作のストーリーは社会的メッセージが強く、当時の大正デモクラシーの風潮に呼応して多くの観客の共感を呼んだ。寿々喜多呂九平は「世に無頼漢と称する者、そは天地に愧じぬ正義を理想とする若者にその汚名を着せ、明日を知れぬ流転の人生へと突き落とす、支配勢力・制度の悪ならずや」と字幕を挿入したが、当局の検閲で丸々カットとなっている。
ラスト三巻の大立ち回りは、二十七分間の長丁場を、同じテを二度と使わずに展開するという鬼気迫るもので、「悲壮美の極致」とまで言われた。この立ち回りは脚本では「半鐘乱打、大立ち回り」と一行あるだけだが、十手、捕縄、六尺棒、熊手、さすまた、袖からみと、ありとあらゆる捕り物道具が動員され、瓦投げ、眼つぶしと、キャメラの長移動やパンを重ね、それまでの悠長な歌舞伎調の型を徹底的に破壊しつくした。眼つぶしで平三郎の眼がくらむ場面では幻覚感を出すためフラッシュ・バック風に黒コマを間に繋ぎ、テクニックに工夫が凝らされた。また、トラックの荷台にやぐらを組んでカメラを載せても撮影されたが、前述の4K修復作業の結果、トラックが通った轍の跡が確認できたという。
観客の熱い共感を得た、この革命的な殺陣をつけたのは、「まぼろしの殺陣師」といわれた市川桃栗で、バンツマが「妻三郎プロ」を立ち上げて「御大」と呼ばれるようになってからも「おい、妻ちゃん!」と気安くバンツマを呼んでいたという人物だが、出身経歴などは一切不明という。

## スタッフ・作品データ
- 総指揮 : 牧野省三
- 監督 : 二川文太郎
- 原作・脚本 : 寿々喜多呂九平
- 撮影 : 石野誠三
- 電機照明 : 奥貫一
- 舞台装置 : 川村甚平
- 字幕 : 坂本美根夫
- 助監督 : 村田正雄、宇沢芳幽貴
- 撮影補助 : 稲葉蛟児、岡本勝人
- 殺陣：市川桃栗

- 製作 : 阪東妻三郎プロダクション
- 上映時間 （巻数 / メートル数） : 74分 （11巻 / 2,537メートル）
- フォーマット : 白黒映画 - スタンダードサイズ（1.37:1） - サイレント映画
- 初回興行 : 浅草・大東京

## キャスト

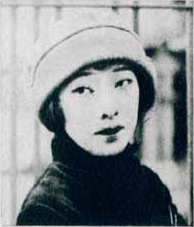
国活時代からの同僚、環歌子。

- 阪東妻三郎 - 久利富平三郎
- 関操 - 漢学者 松澄永山
- 環歌子 - 永山の娘 奈美江
- 春路謙作 - 奈美江の夫 江崎真之丞
- 中村吉松 - 侠客 赤城の次郎三
- 山村桃太郎 - 浪岡真八郎
- 中村琴之助 - 二十日鼠の幸吉
- 嵐しげ代 - ニラミの猫八
- 安田善一郎 - 薄馬鹿の三太
- 森静子 - 町の娘お千代

## ギャラリー

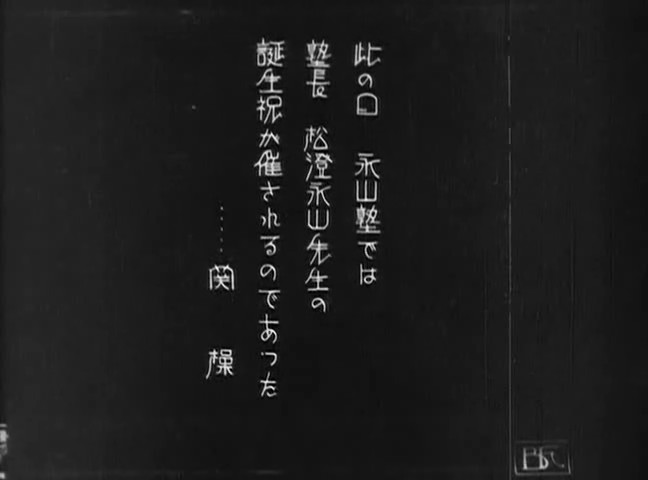
カットタイトル右下にBF（二川文太郎）サイン
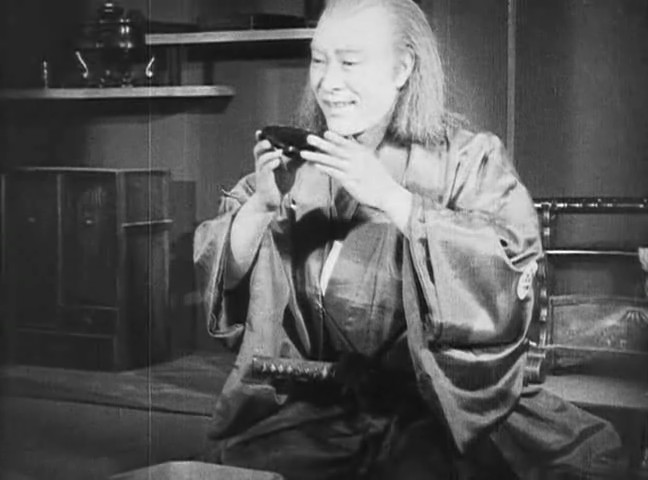
松澄永山先生（関操）
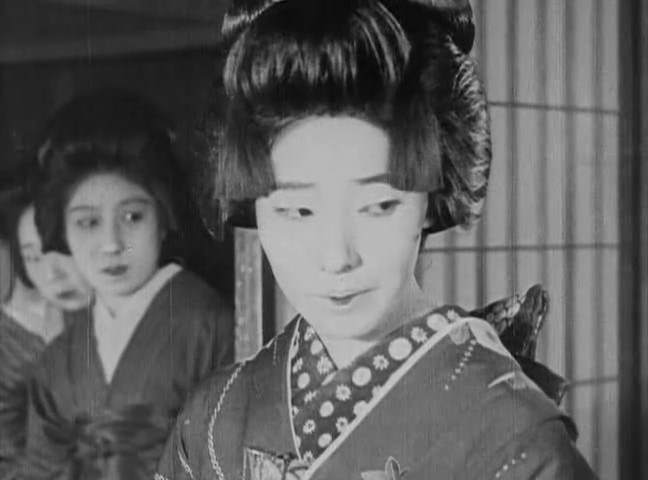
先生の娘 奈美江（環歌子）
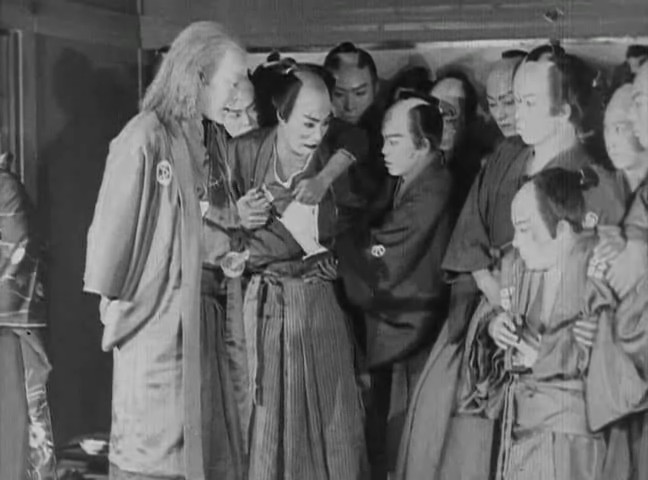
漢学塾での諍い

## リメイク作品
- 『大殺陣 雄呂血』 （昭和41年、大映京都撮影所）

本作の製作から41年が経過した昭和41年に製作された、星川清司と中村努の脚色、田中徳三監督によるリメイク作。主演は市川雷蔵である。
- 1978年『東宝二月特別公演　阪妻を偲ぶ』では妻三郎の息子である田村正和が主演を務めた。

## 註
1. 1 2 3 4  “史上最高のチャンバラ映画「雄呂血」4Kデジタル修復が実現、尺は75分から101分に”. 映画ナタリー.   株式会社ナターシャ (2023年6月1日). 2023年7月4日閲覧。
2. ↑  “100年の時を経て蘇る無声映画　『雄呂血＜4Kデジタル修復版＞』7月8日放送”. リアルサウンド映画部.   株式会社blueprint (2023年7月1日). 2023年7月4日閲覧。
3. ↑  #外部リンク欄、「雄呂血」リンク先、allcinema ONLINE、2009年10月26日閲覧。
4. ↑  作中字幕では治郎三
5. 1 2  #外部リンク欄、「雄呂血」リンク先、日本映画データベース、2009年10月26日閲覧。
6. ↑  『NHK 歴史への招待 22』 日本放送出版協会、1982年、15 - 16頁。
7. ↑  “雄呂血”. なら旅ネット 奈良にゆかりの映画情報.   一般財団法人奈良県ビジターズビューロー. 2023年7月4日閲覧。
8. 1 2 3 4 5  “「雄呂血」―日本映画史にその名を刻む傑作無声映画が 100年の時を超え、鮮やかに、美しくよみがえる！【前編】”. キネマ旬報web.   キネマ旬報社 (2023年6月30日). 2023年7月4日閲覧。
9. 1 2 3  “無声映画：発見―復元―保存―上映！（前篇）”.   特定非営利活動法人映画保存協会. 2023年7月4日閲覧。
10. ↑  “噫 活弁大写真”. 映連データベース. 2023年7月4日閲覧。
11. ↑  『日本映画監督全集』、キネマ旬報、1980年、岸松雄執筆「二川文太郎」、p.345。
12. ↑  ここまで『週刊サンケイ臨時増刊 大殺陣 チャンバラ映画特集』（サンケイ出版）より
13. ↑  大殺陣 雄呂血、日本映画データベース、2009年10月26日閲覧。